# Шамперт, Иман
Иман Асанте Шамперт (англ. Iman Asante Shumpert; родился 26 июня 1990 года) — американский бывший профессиональный баскетболист, выступавший в Национальной баскетбольной ассоциации. Играл на позиции защитника.

## Студенческая карьера
Иман Шамперт окончил общеобразовательную школу Ок Парк энд Ривер Форест в штата Иллинойс. Затем поступил в Технологический институт Джорджии, где играл три сезона за баскетбольную команду.
В сезоне 2008/2009 он сыграл 31 матч. В них Иман Шамперт проводил в среднем на площадке 31,6 минуты, набирал в среднем 10,6 очков, делал в среднем 3,9 подбора, а также в среднем 2,1 перехвата и 0,2 блок-шота, допускал 3,7 потери, отдавал в среднем 5,0 передач.
В сезоне 2009/2010 он сыграл 30 матчей. В них Иман Шамперт проводил в среднем на площадке 30,1 минут, набирал в среднем 10,0 очков, делал в среднем 3,6 подбора, а также в среднем 1,9 перехвата и 0,2 блок-шота, допускал 3,1 потери, отдавал в среднем 4,0 передачи.
В сезоне 2010/2011 он сыграл 31 матч. В них Иман Шамперт проводил в среднем на площадке 32,0 минуты, набирал в среднем 17,3 очков, делал в среднем 5,9 подборов, а также в среднем 2,7 перехвата и 0,2 блок-шота, допускал 2,3 потери, отдавал в среднем 3,5 передачи.

## Карьера в НБА

### Нью-Йорк Никс (2011—2015)
Иман Шамперт был выбран под семнадцатым номером на драфте НБА 2011 года «Нью-Йорк Никс». В феврале 2012 года Шамперт должен был участвовать в конкурсе по броскам сверху, но из-за травмы колена был вынужден его пропустить.
28 апреля 2012 года во время игры плэй-офф против «Майами Хит» Шамперт снова получил травму колена. Позже МРТ показало, что игрок порвал переднюю крестообразную связку и мениск левого колена и пропустит остаток сезона. 
Шамперт занял пятое место в голосовании за новичка года. Он получил 33 голоса и один из них за первое место в голосовании. Он также был единственным новичком, получившим голоса за награду защитника года.
13 января 2013 года Шамперт был допущен медиками к участию в командной тренировке. Он дебютировал в сезоне 17 января в игре против «Детройт Пистонс». Он набрал 8 очков, 3 подбора, одну передачу, один перехват и один блок-шот.
В июле 2013 года Шамперт сыграл одну игру летней лиги за «Никс», набрав 2 очка, сделав 6 подборов и 4 передачи в проигранном матче против «Нью-Орлеан Пеликанс» со счетом 72-77.
12 декабря 2014 года Шамперт вывихнул левое плечо во второй четверти матча, в котором «Никс» одержали победу со счетом 101-95 над «Бостон Селтикс», и впоследствии был исключен на три недели.

### Кливленд Кавальерс (2015—2018)
5 января 2015 года в рамках трёхсторонней сделки с участием «Оклахома-Сити Тандер» был обменян в «Кливленд Кавальерс». В результате этой сделки «Кливленд» получил Имана Шамперта и Джей Ар Смита из «Нью-Йорка», а также драфт-пик первого раунда из «Оклахомы». «Кливленд» отдал Диона Уэйтерса в «Оклахому», а Лу Амундсона и Алекса Кирка и драфт-пик второго раунда 2019 года в «Нью-Йорк». «Тандер» же в свою очередь отдали Лэнса Томаса в «Никс». В новой команде дебютировал 23 января в матче против «Шарлотт Хорнетс», в котором набрал 8 очков, совершил 2 подбора и отдал 2 результативные передачи, а его команда одержала победу со счётом 129-90. В этом сезоне «Кливленд» дошëл до финала НБА, но проиграл «Голден Стэйт Уорриорз» в 6 играх, в том числе из-за травмы своих лидеров — Кевин Лав травмировал плечо ещё в первом раунде, а Кайри Ирвинг, сыграв одну игру в финале, усугубил травму колена и был вынужден пропустить остаток сезона. Шамперт в том финале за 6 игр и 36 минут в среднем за игру собирал статистику из 6,5 очков, 3,8 подборов, 0,7 ассистов и 1,8 перехватов.

## Личная жизнь
16 декабря 2015 года у Шамперта и его невесты Тейяны Тейлор родилась дочь Иман Тэйла "Джуни" Шамперт младшая. 6 сентября 2020 года у пары родилась вторая дочь Рю Роуз Шамперт.
30 июля 2022 года Шамперт был задержан в Международном аэропорту Далласа — в его сумке было найдено около 170 граммов вещества, содержащего марихуану.

## Статистика

### Статистика в НБА
| Сезон                                                                                    | Команда    | Регулярный сезон | Регулярный сезон | Регулярный сезон | Регулярный сезон | Регулярный сезон | Регулярный сезон | Регулярный сезон | Регулярный сезон | Регулярный сезон | Регулярный сезон | Регулярный сезон | Серия плей-офф | Серия плей-офф | Серия плей-офф | Серия плей-офф | Серия плей-офф | Серия плей-офф | Серия плей-офф | Серия плей-офф | Серия плей-офф | Серия плей-офф | Серия плей-офф |
| Сезон                                                                                    | Команда    | GP               | GS               | MPG              | FG%              | 3P%              | FT%              | RPG              | APG              | SPG              | BPG              | PPG              | GP             | GS             | MPG            | FG%            | 3P%            | FT%            | RPG            | APG            | SPG            | BPG            | PPG            |
| ---------------------------------------------------------------------------------------- | ---------- | ---------------- | ---------------- | ---------------- | ---------------- | ---------------- | ---------------- | ---------------- | ---------------- | ---------------- | ---------------- | ---------------- | -------------- | -------------- | -------------- | -------------- | -------------- | -------------- | -------------- | -------------- | -------------- | -------------- | -------------- |
| 2011/12                                                                                  | Нью-Йорк   | 59               | 35               | 28,9             | 40,1             | 30,6             | 79,8             | 3,2              | 2,8              | 1,7              | 0,1              | 9,5              | 1              | 1              | 19,3           | 0,0            | 0,0            | -              | 1,0            | 0,0            | 1,0            | 0,0            | 0,0            |
| 2012/13                                                                                  | Нью-Йорк   | 45               | 45               | 22,1             | 39,6             | 40,2             | 76,6             | 3,0              | 1,7              | 1,0              | 0,2              | 6,8              | 12             | 12             | 28,1           | 41,0           | 42,9           | 85,7           | 6,0            | 1,3            | 1,1            | 0,3            | 9,3            |
| 2013/14                                                                                  | Нью-Йорк   | 74               | 58               | 26,5             | 37,8             | 33,3             | 74,6             | 4,2              | 1,7              | 1,2              | 0,2              | 6,7              | Не участвовал  | Не участвовал  | Не участвовал  | Не участвовал  | Не участвовал  | Не участвовал  | Не участвовал  | Не участвовал  | Не участвовал  | Не участвовал  | Не участвовал  |
| 2014/15                                                                                  | Нью-Йорк   | 24               | 24               | 26,0             | 40,9             | 34,8             | 67,6             | 3,4              | 3,3              | 1,3              | 0,1              | 9,3              | Не участвовал  | Не участвовал  | Не участвовал  | Не участвовал  | Не участвовал  | Не участвовал  | Не участвовал  | Не участвовал  | Не участвовал  | Не участвовал  | Не участвовал  |
| 2014/15                                                                                  | Кливленд   | 38               | 1                | 24,2             | 41,0             | 33,8             | 66,7             | 3,8              | 1,5              | 1,3              | 0,3              | 7,2              | 20             | 16             | 34,8           | 36,0           | 35,5           | 75,0           | 4,9            | 1,2            | 1,3            | 0,8            | 9,1            |
| 2015/16                                                                                  | Кливленд   | 54               | 5                | 24,4             | 37,4             | 29,5             | 78,4             | 3,8              | 1,7              | 1,0              | 0,4              | 5,8              | 21             | 0              | 17,5           | 41,7           | 38,2           | 63,6           | 2,2            | 0,8            | 0,5            | 0,1            | 3,3            |
| 2016/17                                                                                  | Кливленд   | 76               | 31               | 25,5             | 41,1             | 36,0             | 78,9             | 2,9              | 1,4              | 0,8              | 0,4              | 7,5              | 17             | 0              | 16,2           | 41,7           | 38,5           | 82,4           | 2,8            | 0,9            | 0,6            | 0,2            | 4,4            |
| 2017/18                                                                                  | Кливленд   | 14               | 6                | 19,7             | 37,9             | 26,9             | 73,3             | 2,9              | 1,2              | 0,6              | 0,3              | 4,4              | Не участвовал  | Не участвовал  | Не участвовал  | Не участвовал  | Не участвовал  | Не участвовал  | Не участвовал  | Не участвовал  | Не участвовал  | Не участвовал  | Не участвовал  |
| 2018/19                                                                                  | Сакраменто | 42               | 40               | 26,2             | 38,2             | 36,6             | 82,9             | 3,1              | 2,2              | 1,1              | 0,5              | 8,9              | Не участвовал  | Не участвовал  | Не участвовал  | Не участвовал  | Не участвовал  | Не участвовал  | Не участвовал  | Не участвовал  | Не участвовал  | Не участвовал  | Не участвовал  |
| 2018/19                                                                                  | Хьюстон    | 20               | 1                | 19,1             | 34,7             | 29,6             | 50,0             | 2,7              | 1,1              | 0,6              | 0,2              | 4,6              | 8              | 0              | 13,7           | 38,5           | 36,4           | 25,0           | 1,5            | 0,3            | 0,1            | 0,0            | 3,6            |
| 2019/20                                                                                  | Бруклин    | 13               | 0                | 18,5             | 32,8             | 24,2             | 57,1             | 2,6              | 0,9              | 0,9              | 0,2              | 4,2              | Не участвовал  | Не участвовал  | Не участвовал  | Не участвовал  | Не участвовал  | Не участвовал  | Не участвовал  | Не участвовал  | Не участвовал  | Не участвовал  | Не участвовал  |
| 2020/21                                                                                  | Бруклин    | 2                | 0                | 5,5              | 25,0             | 0,0              | -                | 0,5              | 0,0              | 0,5              | 0,0              | 1,0              | Не участвовал  | Не участвовал  | Не участвовал  | Не участвовал  | Не участвовал  | Не участвовал  | Не участвовал  | Не участвовал  | Не участвовал  | Не участвовал  | Не участвовал  |
|                                                                                          | Всего      | 461              | 246              | 24,9             | 39,1             | 33,7             | 76,4             | 3,3              | 1,8              | 1,1              | 0,3              | 7,2              | 79             | 29             | 22,8           | 38,8           | 37,6           | 74,4           | 3,5            | 0,9            | 0,8            | 0,3            | 5,9            |
| Наведите курсор мыши на аббревиатуры в заголовке таблицы, чтобы прочесть их расшифровку. |            |                  |                  |                  |                  |                  |                  |                  |                  |                  |                  |                  |                |                |                |                |                |                |                |                |                |                |                |

### Статистика в NCAA
| Сезон | Команда      | Conf  | Class | GP | GS | MPG  | FG%  | 3P%  | FT%  | RPG | APG | SPG | BPG | PPG  |
| --- | ------------ | ----- | ----- | -- | -- | ---- | ---- | ---- | ---- | --- | --- | --- | --- | ---- |
| 2008/09 | Джорджия Тек | ACC   | FR    | 31 | 31 | 31,6 | 39,1 | 31,4 | 65,6 | 3,9 | 5,0 | 2,1 | 0,2 | 10,6 |
| 2009/10 | Джорджия Тек | ACC   | SO    | 30 | 29 | 30,1 | 38,5 | 33,3 | 72,0 | 3,6 | 4,0 | 1,9 | 0,2 | 10,0 |
| 2010/11 | Джорджия Тек | ACC   | JR    | 31 | 31 | 32,0 | 40,6 | 27,8 | 80,6 | 5,9 | 3,5 | 2,7 | 0,2 | 17,3 |
| Всего | Всего        | Всего | Всего | 92 | 91 | 31,3 | 39,6 | 30,5 | 73,8 | 4,5 | 4,2 | 2,3 | 0,2 | 12,7 |
| Наведите курсор мыши на аббревиатуры в заголовке таблицы, чтобы прочесть их расшифровку Статистика приведена с сайта sports-reference.com |              |       |       |    |    |      |      |      |      |     |     |     |     |      |